# Calliscelio malabaricus
Calliscelio malabaricus är en stekelart som beskrevs av T.C. Narendran och Ramesh Babu 1999. Calliscelio malabaricus ingår i släktet Calliscelio och familjen Scelionidae. Inga underarter finns listade.